# Терешковка
Тере́шковка (рос. Терешковка, башк. Терешковка) — присілок у складі Аургазинського району Башкортостану, Росія. Входить до складу Степановської сільської ради.
Населення — 17 осіб (2010; 19 в 2002).
Національний склад:
- українці — 58%